# Torneio Roberto Gomes Pedrosa (paulista)
Em 1956, seria realizada a nona edição do Torneio Rio–São Paulo — que entre 1954 e 1966, foi oficialmente denominado de Torneio Roberto Gomes Pedrosa —, porém os clubes cariocas tentaram adiar a competição para o segundo semestre do ano, alegando que seriam prejudicados com as convocações da Seleção Brasileira, que disputaria o Campeonato Sul-Americano no mesmo período. Os paulistas se recusaram, alegando que a competição já fazia parte do calendário nacional e um adiamento comprometeria a receita dos clubes. Mesmo com a Confederação Brasileira de Desportos (CBD, precursora da atual CBF) intercedendo a favor dos paulistas, os cariocas retiraram-se mesmo da competição. O Torneio Rio–São Paulo desse ano foi disputado apenas por clubes paulistas e considerado, posteriormente, sem efeito como um Torneio Rio-São Paulo.
O torneio foi realizado durante o mês de abril de 1956, e contou com a participação de cinco clubes, que jogaram entre si em turno único.
Foi disputada uma fase preliminar, chamada de Torneio Roberto Gomes Pedrosa - Fase Internacional, que contou com três convidados estrangeiros — Boca Juniors, Nacional do Uruguai e Newell's Old Boys. Esta preliminar foi conquistada pelo Santos.
O torneio principal, chamado de Torneio Roberto Gomes Pedrosa - Fase Nacional, foi conquistado pelo São Paulo, que na última rodada, dia 29 de abril, derrotou o Santos por 5 a 3, com gols de Zezinho (2), Lanzoninho, Turcão e Dino; para o Santos marcaram Vasconcelos, Zito e Alfredinho. O time do Santos já tinha vários jogadores do grande time que formaria a partir do ano seguinte, com a entrada de Pelé.
O artilheiro do torneio foi Vasconcelos (Santos), com 4 gols.
O jogo entre Palmeiras e São Paulo, disputado dia 19 de abril, na segunda rodada do torneio, terminou com vitória do Palmeiras por 2 a 0, mas o São Paulo ganhou os pontos porque o Palmeiras fez 4 substituições durante a partida, e o regulamento previa um máximo de 3.

## Classificação final
- 1º) São Paulo, 6 pontos
- 2º) Santos, 5 pontos
- 3º) Corinthians, 4 pontos
- 4º) Palmeiras, 2 pontos, saldo +1
- 5º) Portuguesa, 2 pontos, saldo -4